# Rotwelsch
Rotwelsch est un terme générique englobant des sociolectes argotiques fondés sur l'allemand, utilisés par des groupes sociaux marginaux. Ces sociolectes ont été en usage depuis la fin du Moyen Âge en particulier chez les mendiants, les nomades et les vagabonds et dans les métiers dits malhonnêtes et les milieux criminels ; à partir du XVIIe siècle, avec la sédentarisation de groupes de nomades, ils ont également influencé certaines langues régionales.

## Désignations
L'origine du mot Rotwelsch, attesté dès 1250 sous la forme rotwalsch, au sens de « discours trompeur, fallacieux », n'est pas certaine. Le mot welsch, qui s'applique à une langue romane (français et italien), signifie aussi au figuré « langue étrangère, incompréhensible », comme dans le composé Kauderwelsch (« charabia, jargon »). Le composant rot- proviendrait d'un mot rotwelsch signifiant « mendiant », qui a été rapproché de rotte (bande) ou du moyen néerlandais rot (« mauvais, sale »).
D'après sa construction, le terme rotwelsch est une désignation péjorative étrangère, qui pourtant selon certaines sources fut adoptée dès le XVe siècle par les locuteurs eux-mêmes pour désigner leur langue. Parmi les autres désignations historiques, avec parfois un sens plus étroit visant certains groupes linguistiques spécifiques, sont attestées :
- Keimisch (1475), argot des Juifs et commerçants tirant son nom de Keim (« Juif » en rotwelsch)
- Mengisch (1560), de Meng, rotwelsch pour « chaudronnier »
- Pleißne, jargon des colporteurs de la région de Burladingen
- Wahlerey (1687), argot des mauvais garçons (origine incertaine)
- la langue Yéniche (1714)
- Jaunerisch (1720) et Jauner-Sprache (1727), langue des Grecs (c’est-à-dire les tricheurs au jeu)
- Kochum(er) Lohschen (1822) ou Kochemer Loschen, du yiddish chochom (« sage, intelligent, éduqué ») et loschon (« langue »)
- Kundenschall (1906)
- Lotegorisch
- divers mots composés bâtis sur le mot latein (latin) au sens figuré de « malin, langue non compréhensible par tous » (ex : Bettlerlatein, Krämerlatein, Gaunerlatein).

## Caractéristiques
Le rotwelsch se distingue de l'allemand standard et de ses dialectes essentiellement par son vocabulaire, la grammaire restant inchangée. Il s’agit d’un jargon connaissant des variantes sociales, régionales et des évolutions dans le temps.
Il repose sur des emprunts, parfois avec des glissements sémantiques, au yiddish occidental (termes ashkénazes tirés de l'hébreu), au romani ainsi qu’aux langues des pays voisins (en particulier néerlandais et français). Par ailleurs le rotwelsch reprend des mots de la langue standard en altérant leur sens.

## Contexte social
Le rotwelsch était un ensemble de jargons de groupes en marge de la société, souvent itinérants. On retrouve ainsi une proportion élevée de termes empruntés à l’hébreu (par l’intermédiaire du yiddish, les Juifs étant exclus de nombreux métiers jusqu’au XIXe siècle), d’autres tirés du romani. Les différents jargons des groupes mobiles (ouvriers, marchands, forains, soldats et mercenaires, étudiants) se sont influencés mutuellement et se trouvaient au contact de l’argot des criminels, mendiants et prostituées.
Le criminologue autrichien Hans Gross consacre une partie de son ouvrage Manuel du juge d'instruction comme système de criminalistique (1899) à l'étude détaillée du rotwelsch.

## Exemples
- baldowern : espionner, faire de la reconnaissance
- Bock : faim, envie, du romani bokh (faim)
- Bulle : flic, policier, du néerlandais bol (tête, malin)
- Kohldampf : faim, du romani kálo (noir).
- Kober : tenancier, aubergiste, du yiddish kowo (chambre, cabane, bordel)